# 냉동수정란
냉동수정란(冷凍受精卵) 영하 196℃ 이하의 액체질소로 얼린 체외수정 난자이다. 난임부부의 여성에게 임신하기 좋은 상태일 때 냉동수정란을 녹여서 착상시키면 일반 체외수정보다 임신율이 높아진다. 1984년 오스트레일리아에서 처음으로 성공하였다. 동결수정란이라고도 한다.